# ジョナタン・デル・バジェ
ジョナタン・アレクサンドル・デル・バジェ・ロドリゲス  (Yonathan Alexander Del Valle Rodríguez 1990年5月28日 - )は、ベネズエラ・カラボボ州バレンシア 出身のプロサッカー選手。トルコ・スュペル・リグのウムラニエスポルに所属している。ベネズエラ代表。ポジションはFW/MF。

## 経歴

### クラブ
2007年にベネズエラ・プリメーラ・ディビシオンのUAマラカイボでプロデビュー。翌2008年にデポルティーボ・タチラFCに移籍し、主力として活躍した後、リーグ・アンのAJオセールと契約。リーグ初のベネズエラ出身の選手となったが、出場機会を得られず、翌2012年からは2シーズンはローン移籍でポルトガルでプレー。2014年夏にリオ・アヴェFCに完全移籍した、
2014-2015シーズンはリオ・アヴェFCで7ゴールを決めた後、2015-2016シーズンはトルコ・スュペル・リグのカスムパシャSKに所属。2016-2017シーズンは同じくスュペル・リグのブルサスポルでプレーすることになった。

### 代表
各カテゴリーのベネズエラ代表が、FIFA主催の大会で初めて国際舞台に登場した2009 FIFA U-20ワールドカップのメンバーとして出場し、グループリーグの対タヒチ戦でハットトリックを達成するなど、主力として活躍し、決勝トーナメント進出に貢献。同年にフル代表に招集され、2016年のコパ・アメリカ・センテナリオにも出場した。